# Brezolles
Brezolles är en kommun i departementet Eure-et-Loir i regionen Centre-Val de Loire strax norr om centrala Frankrike. Kommunen ligger i kantonen Brezolles som tillhör arrondissementet Dreux. År 2022 hade Brezolles 1 796 invånare.

## Befolkningsutveckling
Antalet invånare i kommunen Brezolles
Referens:INSEE